# Cascades Issaqueena
Les cascades Issaqueena són unes cascades de 30 m d'altura situades a prop de Walhalla (Carolina del Sud), al districte d'Oconee del bosc nacional Sumter.
Les cascades reben el nom d'una noia cherokee que presumptament va saltar des de la part alta de les cascades amb el seu amant, un hitchiti valent, en un intent d'amagar-lo de la resta de la seva tribu, que estava en guerra amb els hitchitis. Suposadament, Issaqueena l'ocultava a la zona empedrada just a sota de la part alta de les cascades.

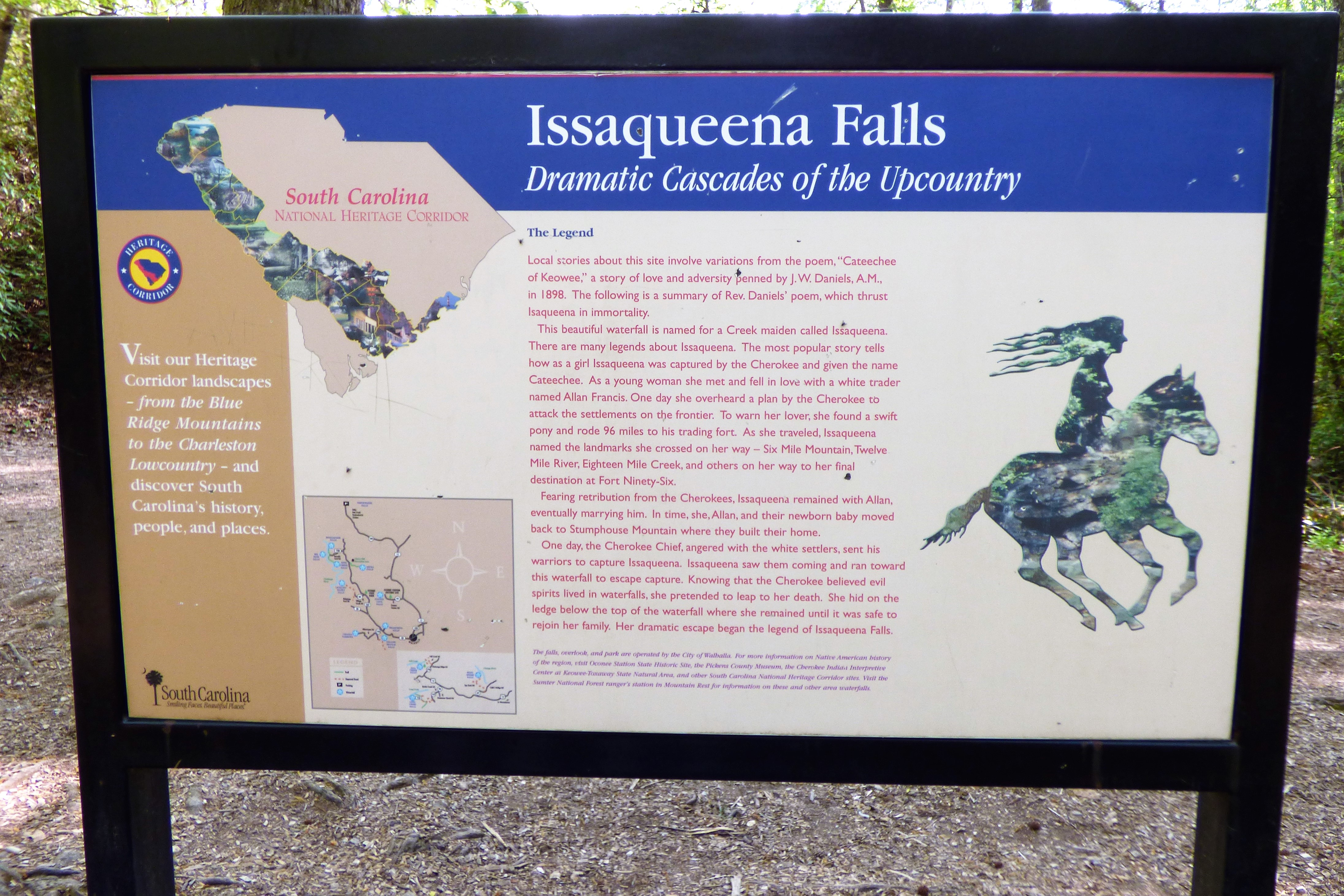
Cartell que descriu la llegenda de les cascades Issaqueena

Està molt a prop del túnel Stumphouse, una altra fita local rellevant. Actualment, un petit parc ofereix accés a ambdues ubicacions.